# السلاح العاري 2½: رائحة الخوف
السلاح العاري 2½: رائحة الخوف (بالإنجليزية: The Naked Gun 2½: The Smell of Fear)‏ هو فيلم كوميدي أمريكي من إخراج ديفيد زاكر وبطولة ليسلي نيلسن، بريسيلا بريسلي، جورج كينيدي، أو جيه سيمبسون وروبرت جوليت، صدر الفيلم في 28 يونيو 1991.

## روابط خارجية
- السلاح العاري 2½: رائحة الخوف على موقع IMDb (الإنجليزية)
- السلاح العاري 2½: رائحة الخوف على موقع ميتاكريتيك (الإنجليزية)
- السلاح العاري 2½: رائحة الخوف على موقع روتن توميتوز (الإنجليزية)
- السلاح العاري 2½: رائحة الخوف على موقع نتفليكس (الإنجليزية)
- السلاح العاري 2½: رائحة الخوف على موقع قاعدة بيانات الأفلام العربية
- السلاح العاري 2½: رائحة الخوف على موقع ألو سيني (الفرنسية)
- السلاح العاري 2½: رائحة الخوف على موقع Turner Classic Movies (الإنجليزية)
- السلاح العاري 2½: رائحة الخوف على موقع أول موفي (الإنجليزية)
- السلاح العاري 2½: رائحة الخوف على موقع بوكس أوفيس موجو (الإنجليزية)
- السلاح العاري 2½: رائحة الخوف على موقع فيلمافينيتي (الإسبانية)

لم يتم العثور على روابط لمواقع التواصل الاجتماعي.